# ادوبی فایرفلای
ادوبی فایرفلای یک مدل یادگیری ماشین زایا است که در کریتیو کلود ادوبی گنجانده شده. در حال حاضر در مرحله بتای باز آزمایش می‌شود.
Adobe Firefly با استفاده از پلتفرم Sensei Adobe توسعه داده شده است. Firefly با تصاویر Creative Commons، Wikimedia و Flickr Commons و همچنین ۳۰۰ میلیون تصویر و ویدیو در Adobe Stock و دامنه عمومی آموزش داده شده است. از مجموعه داده‌های تصویری برای تولید طرح‌های مختلف استفاده می‌کند. با تنظیم طرح‌های خود از بازخورد کاربران یادمی‌گیرد.
نسخه سازمانی فایرفلای در ۲۲ ژوئن ۲۰۲۳ منتشر شد.

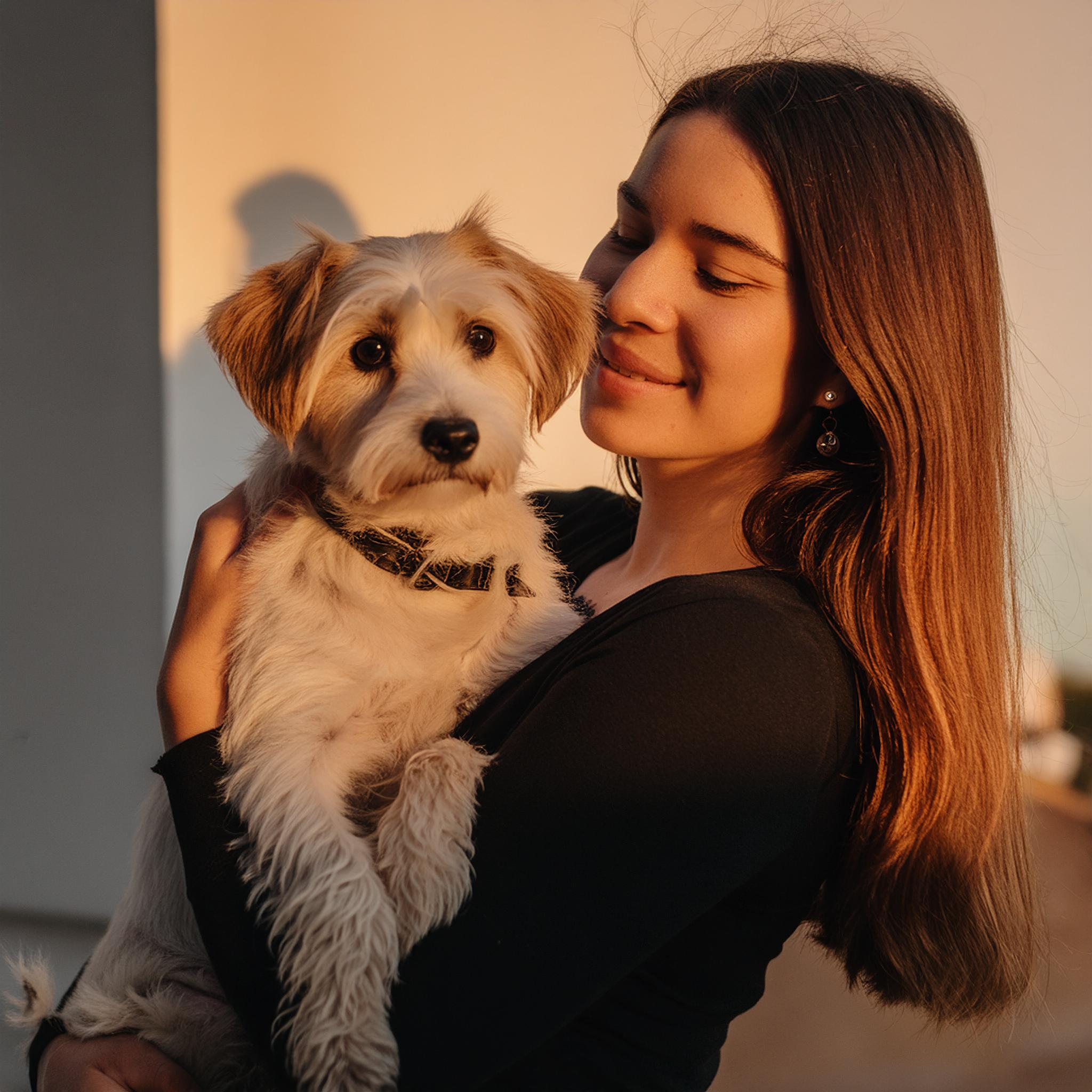
نگاره ایجاد شده توسط مدل فایرفلای